# 傑佛遜縣 (阿拉巴馬州)
傑佛遜縣（英語：Jefferson County）是位於美国亚拉巴马州中北部的一個郡，面積2,911平方公里。根据美国人口普查局2020年统计，共有人口67萬4,721人。县治伯明翰。該縣成立於1819年12月13日，縣名是紀念美國第三任總統托马斯·杰斐逊。